# 1855
Portal Geschichte | Portal Biografien | Aktuelle Ereignisse | Jahreskalender | Tagesartikel

◄ |
18. Jahrhundert |
19. Jahrhundert
| 20. Jahrhundert | ►

◄ |
1820er |
1830er |
1840er |
1850er
| 1860er | 1870er | 1880er | ►

◄◄ |
◄ |
1851 |
1852 |
1853 |
1854 |
1855
| 1856 | 1857 | 1858 | 1859 | ► | ►►
Staatsoberhäupter · Wahlen · Nekrolog  · Literaturjahr · Musikjahr   · Sportjahr
| Januar | Januar | Januar | Januar | Januar | Januar | Januar | Januar |
| Kw     | Mo     | Di     | Mi     | Do     | Fr     | Sa     | So     |
| ------ | ------ | ------ | ------ | ------ | ------ | ------ | ------ |
| 1      | 1      | 2      | 3      | 4      | 5      | 6      | 7      |
| 2      | 8      | 9      | 10     | 11     | 12     | 13     | 14     |
| 3      | 15     | 16     | 17     | 18     | 19     | 20     | 21     |
| 4      | 22     | 23     | 24     | 25     | 26     | 27     | 28     |
| 5      | 29     | 30     | 31     |        |        |        |        |

| Februar | Februar | Februar | Februar | Februar | Februar | Februar | Februar |
| Kw      | Mo      | Di      | Mi      | Do      | Fr      | Sa      | So      |
| ------- | ------- | ------- | ------- | ------- | ------- | ------- | ------- |
| 5       |         |         |         | 1       | 2       | 3       | 4       |
| 6       | 5       | 6       | 7       | 8       | 9       | 10      | 11      |
| 7       | 12      | 13      | 14      | 15      | 16      | 17      | 18      |
| 8       | 19      | 20      | 21      | 22      | 23      | 24      | 25      |
| 9       | 26      | 27      | 28      |         |         |         |         |

| März | März | März | März | März | März | März | März |
| Kw   | Mo   | Di   | Mi   | Do   | Fr   | Sa   | So   |
| ---- | ---- | ---- | ---- | ---- | ---- | ---- | ---- |
| 9    |      |      |      | 1    | 2    | 3    | 4    |
| 10   | 5    | 6    | 7    | 8    | 9    | 10   | 11   |
| 11   | 12   | 13   | 14   | 15   | 16   | 17   | 18   |
| 12   | 19   | 20   | 21   | 22   | 23   | 24   | 25   |
| 13   | 26   | 27   | 28   | 29   | 30   | 31   |      |

| April | April | April | April | April | April | April | April |
| Kw    | Mo    | Di    | Mi    | Do    | Fr    | Sa    | So    |
| ----- | ----- | ----- | ----- | ----- | ----- | ----- | ----- |
| 13    |       |       |       |       |       |       | 1     |
| 14    | 2     | 3     | 4     | 5     | 6     | 7     | 8     |
| 15    | 9     | 10    | 11    | 12    | 13    | 14    | 15    |
| 16    | 16    | 17    | 18    | 19    | 20    | 21    | 22    |
| 17    | 23    | 24    | 25    | 26    | 27    | 28    | 29    |
| 18    | 30    |       |       |       |       |       |       |

| Mai | Mai | Mai | Mai | Mai | Mai | Mai | Mai |
| Kw  | Mo  | Di  | Mi  | Do  | Fr  | Sa  | So  |
| --- | --- | --- | --- | --- | --- | --- | --- |
| 18  |     | 1   | 2   | 3   | 4   | 5   | 6   |
| 19  | 7   | 8   | 9   | 10  | 11  | 12  | 13  |
| 20  | 14  | 15  | 16  | 17  | 18  | 19  | 20  |
| 21  | 21  | 22  | 23  | 24  | 25  | 26  | 27  |
| 22  | 28  | 29  | 30  | 31  |     |     |     |

| Juni | Juni | Juni | Juni | Juni | Juni | Juni | Juni |
| Kw   | Mo   | Di   | Mi   | Do   | Fr   | Sa   | So   |
| ---- | ---- | ---- | ---- | ---- | ---- | ---- | ---- |
| 22   |      |      |      |      | 1    | 2    | 3    |
| 23   | 4    | 5    | 6    | 7    | 8    | 9    | 10   |
| 24   | 11   | 12   | 13   | 14   | 15   | 16   | 17   |
| 25   | 18   | 19   | 20   | 21   | 22   | 23   | 24   |
| 26   | 25   | 26   | 27   | 28   | 29   | 30   |      |

| Juli | Juli | Juli | Juli | Juli | Juli | Juli | Juli |
| Kw   | Mo   | Di   | Mi   | Do   | Fr   | Sa   | So   |
| ---- | ---- | ---- | ---- | ---- | ---- | ---- | ---- |
| 26   |      |      |      |      |      |      | 1    |
| 27   | 2    | 3    | 4    | 5    | 6    | 7    | 8    |
| 28   | 9    | 10   | 11   | 12   | 13   | 14   | 15   |
| 29   | 16   | 17   | 18   | 19   | 20   | 21   | 22   |
| 30   | 23   | 24   | 25   | 26   | 27   | 28   | 29   |
| 31   | 30   | 31   |      |      |      |      |      |

| August | August | August | August | August | August | August | August |
| Kw     | Mo     | Di     | Mi     | Do     | Fr     | Sa     | So     |
| ------ | ------ | ------ | ------ | ------ | ------ | ------ | ------ |
| 31     |        |        | 1      | 2      | 3      | 4      | 5      |
| 32     | 6      | 7      | 8      | 9      | 10     | 11     | 12     |
| 33     | 13     | 14     | 15     | 16     | 17     | 18     | 19     |
| 34     | 20     | 21     | 22     | 23     | 24     | 25     | 26     |
| 35     | 27     | 28     | 29     | 30     | 31     |        |        |

| September | September | September | September | September | September | September | September |
| Kw        | Mo        | Di        | Mi        | Do        | Fr        | Sa        | So        |
| --------- | --------- | --------- | --------- | --------- | --------- | --------- | --------- |
| 35        |           |           |           |           |           | 1         | 2         |
| 36        | 3         | 4         | 5         | 6         | 7         | 8         | 9         |
| 37        | 10        | 11        | 12        | 13        | 14        | 15        | 16        |
| 38        | 17        | 18        | 19        | 20        | 21        | 22        | 23        |
| 39        | 24        | 25        | 26        | 27        | 28        | 29        | 30        |

| Oktober | Oktober | Oktober | Oktober | Oktober | Oktober | Oktober | Oktober |
| Kw      | Mo      | Di      | Mi      | Do      | Fr      | Sa      | So      |
| ------- | ------- | ------- | ------- | ------- | ------- | ------- | ------- |
| 40      | 1       | 2       | 3       | 4       | 5       | 6       | 7       |
| 41      | 8       | 9       | 10      | 11      | 12      | 13      | 14      |
| 42      | 15      | 16      | 17      | 18      | 19      | 20      | 21      |
| 43      | 22      | 23      | 24      | 25      | 26      | 27      | 28      |
| 44      | 29      | 30      | 31      |         |         |         |         |

| November | November | November | November | November | November | November | November |
| Kw       | Mo       | Di       | Mi       | Do       | Fr       | Sa       | So       |
| -------- | -------- | -------- | -------- | -------- | -------- | -------- | -------- |
| 44       |          |          |          | 1        | 2        | 3        | 4        |
| 45       | 5        | 6        | 7        | 8        | 9        | 10       | 11       |
| 46       | 12       | 13       | 14       | 15       | 16       | 17       | 18       |
| 47       | 19       | 20       | 21       | 22       | 23       | 24       | 25       |
| 48       | 26       | 27       | 28       | 29       | 30       |          |          |

| Dezember | Dezember | Dezember | Dezember | Dezember | Dezember | Dezember | Dezember |
| Kw       | Mo       | Di       | Mi       | Do       | Fr       | Sa       | So       |
| -------- | -------- | -------- | -------- | -------- | -------- | -------- | -------- |
| 48       |          |          |          |          |          | 1        | 2        |
| 49       | 3        | 4        | 5        | 6        | 7        | 8        | 9        |
| 50       | 10       | 11       | 12       | 13       | 14       | 15       | 16       |
| 51       | 17       | 18       | 19       | 20       | 21       | 22       | 23       |
| 52       | 24       | 25       | 26       | 27       | 28       | 29       | 30       |
| 1        | 31       |          |          |          |          |          |          |

| Januar | Januar | Januar | Januar | Januar | Januar | Januar | Januar |
| Kw     | Mo     | Di     | Mi     | Do     | Fr     | Sa     | So     |
| ------ | ------ | ------ | ------ | ------ | ------ | ------ | ------ |
| 1      | 1      | 2      | 3      | 4      | 5      | 6      | 7      |
| 2      | 8      | 9      | 10     | 11     | 12     | 13     | 14     |
| 3      | 15     | 16     | 17     | 18     | 19     | 20     | 21     |
| 4      | 22     | 23     | 24     | 25     | 26     | 27     | 28     |
| 5      | 29     | 30     | 31     |        |        |        |        |

| Februar | Februar | Februar | Februar | Februar | Februar | Februar | Februar |
| Kw      | Mo      | Di      | Mi      | Do      | Fr      | Sa      | So      |
| ------- | ------- | ------- | ------- | ------- | ------- | ------- | ------- |
| 5       |         |         |         | 1       | 2       | 3       | 4       |
| 6       | 5       | 6       | 7       | 8       | 9       | 10      | 11      |
| 7       | 12      | 13      | 14      | 15      | 16      | 17      | 18      |
| 8       | 19      | 20      | 21      | 22      | 23      | 24      | 25      |
| 9       | 26      | 27      | 28      |         |         |         |         |

| März | März | März | März | März | März | März | März |
| Kw   | Mo   | Di   | Mi   | Do   | Fr   | Sa   | So   |
| ---- | ---- | ---- | ---- | ---- | ---- | ---- | ---- |
| 9    |      |      |      | 1    | 2    | 3    | 4    |
| 10   | 5    | 6    | 7    | 8    | 9    | 10   | 11   |
| 11   | 12   | 13   | 14   | 15   | 16   | 17   | 18   |
| 12   | 19   | 20   | 21   | 22   | 23   | 24   | 25   |
| 13   | 26   | 27   | 28   | 29   | 30   | 31   |      |

| April | April | April | April | April | April | April | April |
| Kw    | Mo    | Di    | Mi    | Do    | Fr    | Sa    | So    |
| ----- | ----- | ----- | ----- | ----- | ----- | ----- | ----- |
| 13    |       |       |       |       |       |       | 1     |
| 14    | 2     | 3     | 4     | 5     | 6     | 7     | 8     |
| 15    | 9     | 10    | 11    | 12    | 13    | 14    | 15    |
| 16    | 16    | 17    | 18    | 19    | 20    | 21    | 22    |
| 17    | 23    | 24    | 25    | 26    | 27    | 28    | 29    |
| 18    | 30    |       |       |       |       |       |       |

| Mai | Mai | Mai | Mai | Mai | Mai | Mai | Mai |
| Kw  | Mo  | Di  | Mi  | Do  | Fr  | Sa  | So  |
| --- | --- | --- | --- | --- | --- | --- | --- |
| 18  |     | 1   | 2   | 3   | 4   | 5   | 6   |
| 19  | 7   | 8   | 9   | 10  | 11  | 12  | 13  |
| 20  | 14  | 15  | 16  | 17  | 18  | 19  | 20  |
| 21  | 21  | 22  | 23  | 24  | 25  | 26  | 27  |
| 22  | 28  | 29  | 30  | 31  |     |     |     |

| Juni | Juni | Juni | Juni | Juni | Juni | Juni | Juni |
| Kw   | Mo   | Di   | Mi   | Do   | Fr   | Sa   | So   |
| ---- | ---- | ---- | ---- | ---- | ---- | ---- | ---- |
| 22   |      |      |      |      | 1    | 2    | 3    |
| 23   | 4    | 5    | 6    | 7    | 8    | 9    | 10   |
| 24   | 11   | 12   | 13   | 14   | 15   | 16   | 17   |
| 25   | 18   | 19   | 20   | 21   | 22   | 23   | 24   |
| 26   | 25   | 26   | 27   | 28   | 29   | 30   |      |

| Juli | Juli | Juli | Juli | Juli | Juli | Juli | Juli |
| Kw   | Mo   | Di   | Mi   | Do   | Fr   | Sa   | So   |
| ---- | ---- | ---- | ---- | ---- | ---- | ---- | ---- |
| 26   |      |      |      |      |      |      | 1    |
| 27   | 2    | 3    | 4    | 5    | 6    | 7    | 8    |
| 28   | 9    | 10   | 11   | 12   | 13   | 14   | 15   |
| 29   | 16   | 17   | 18   | 19   | 20   | 21   | 22   |
| 30   | 23   | 24   | 25   | 26   | 27   | 28   | 29   |
| 31   | 30   | 31   |      |      |      |      |      |

| August | August | August | August | August | August | August | August |
| Kw     | Mo     | Di     | Mi     | Do     | Fr     | Sa     | So     |
| ------ | ------ | ------ | ------ | ------ | ------ | ------ | ------ |
| 31     |        |        | 1      | 2      | 3      | 4      | 5      |
| 32     | 6      | 7      | 8      | 9      | 10     | 11     | 12     |
| 33     | 13     | 14     | 15     | 16     | 17     | 18     | 19     |
| 34     | 20     | 21     | 22     | 23     | 24     | 25     | 26     |
| 35     | 27     | 28     | 29     | 30     | 31     |        |        |

| September | September | September | September | September | September | September | September |
| Kw        | Mo        | Di        | Mi        | Do        | Fr        | Sa        | So        |
| --------- | --------- | --------- | --------- | --------- | --------- | --------- | --------- |
| 35        |           |           |           |           |           | 1         | 2         |
| 36        | 3         | 4         | 5         | 6         | 7         | 8         | 9         |
| 37        | 10        | 11        | 12        | 13        | 14        | 15        | 16        |
| 38        | 17        | 18        | 19        | 20        | 21        | 22        | 23        |
| 39        | 24        | 25        | 26        | 27        | 28        | 29        | 30        |

| Oktober | Oktober | Oktober | Oktober | Oktober | Oktober | Oktober | Oktober |
| Kw      | Mo      | Di      | Mi      | Do      | Fr      | Sa      | So      |
| ------- | ------- | ------- | ------- | ------- | ------- | ------- | ------- |
| 40      | 1       | 2       | 3       | 4       | 5       | 6       | 7       |
| 41      | 8       | 9       | 10      | 11      | 12      | 13      | 14      |
| 42      | 15      | 16      | 17      | 18      | 19      | 20      | 21      |
| 43      | 22      | 23      | 24      | 25      | 26      | 27      | 28      |
| 44      | 29      | 30      | 31      |         |         |         |         |

| November | November | November | November | November | November | November | November |
| Kw       | Mo       | Di       | Mi       | Do       | Fr       | Sa       | So       |
| -------- | -------- | -------- | -------- | -------- | -------- | -------- | -------- |
| 44       |          |          |          | 1        | 2        | 3        | 4        |
| 45       | 5        | 6        | 7        | 8        | 9        | 10       | 11       |
| 46       | 12       | 13       | 14       | 15       | 16       | 17       | 18       |
| 47       | 19       | 20       | 21       | 22       | 23       | 24       | 25       |
| 48       | 26       | 27       | 28       | 29       | 30       |          |          |

| Dezember | Dezember | Dezember | Dezember | Dezember | Dezember | Dezember | Dezember |
| Kw       | Mo       | Di       | Mi       | Do       | Fr       | Sa       | So       |
| -------- | -------- | -------- | -------- | -------- | -------- | -------- | -------- |
| 48       |          |          |          |          |          | 1        | 2        |
| 49       | 3        | 4        | 5        | 6        | 7        | 8        | 9        |
| 50       | 10       | 11       | 12       | 13       | 14       | 15       | 16       |
| 51       | 17       | 18       | 19       | 20       | 21       | 22       | 23       |
| 52       | 24       | 25       | 26       | 27       | 28       | 29       | 30       |
| 1        | 31       |          |          |          |          |          |          |

## Ereignisse

### Politik und Weltgeschehen

#### Krimkrieg
- 26. Januar: Sardinien tritt nach einer in Turin geschlossenen Vereinbarung auf der Seite der Alliierten in den Krimkrieg gegen Russland ein und will ein Truppenkontingent von 15.000 Soldaten stellen.
- 8. Februar: Auf Initiative des preußischen Vertreters im Bundestag, Otto von Bismarck, wird in der Krim-Krieg-Frage nicht etwa Mobilmachung gegen Russland, sondern bewaffnete Neutralität beschlossen.
- 2. März: Alexander II. wird Kaiser von Russland, nachdem sein Vater Nikolaus I. gestorben ist.

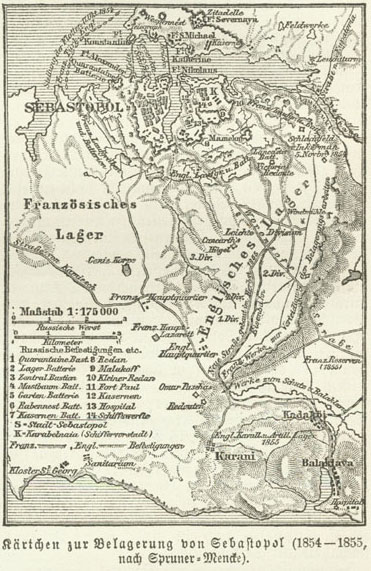
Zeitgenössische Karte der Belagerung von Sewastopol

- 16. August: Die Russen unter Fürst Michael Gortschakow verlieren die Schlacht an der Tschernaja, womit ihr Versuch, die Belagerung von Sewastopol aufzuheben, misslingt.
- 8. September: Nach der Erstürmung des Fort Malakows durch die Alliierten müssen die russischen Verteidiger Sewastopol räumen.
- 29. November: Russische Truppen unter General Murawjow nehmen die Festung Kars in Anatolien und können dadurch trotz der Niederlage auf der Krim im 1856 geschlossenen Pariser Frieden moderate Bedingungen aushandeln.

#### Russland/Japan
- 7. Februar: Zwischen Russland und Japan wird der Vertrag von Shimoda geschlossen. Neben der Aufnahme diplomatischer Beziehungen und der Öffnung dreier japanischer Häfen für die Versorgung der russischen Flotte wird die gemeinsame Grenze bei den Kurilen festgelegt. Im Kurilenkonflikt spielt dieser Vertrag noch heute eine Rolle.

#### Großbritannien/Thailand

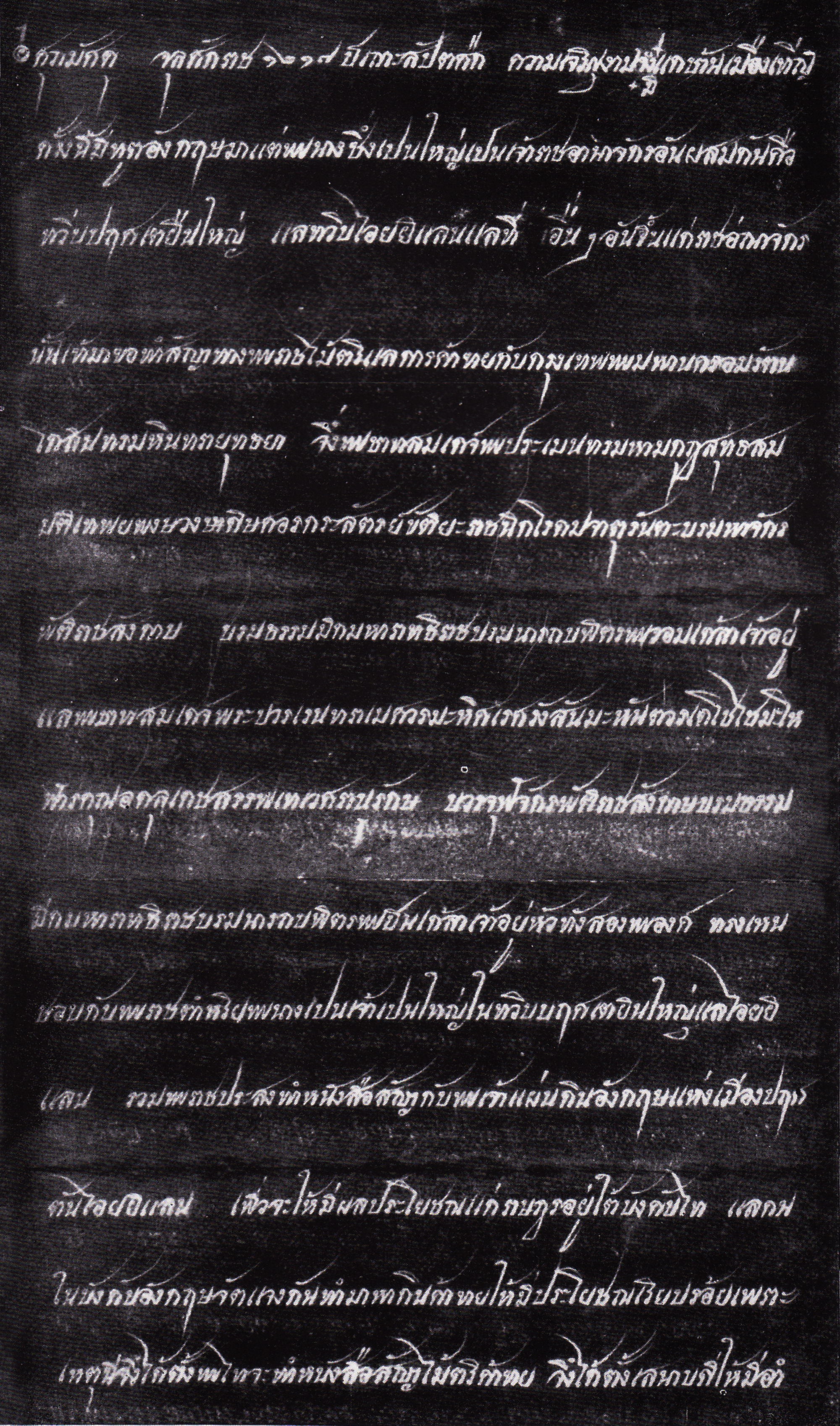
Bowring-Vertrag

- 18. April: Siams König Mongkut und der britische Diplomat Sir John Bowring unterzeichnen den Bowring-Vertrag.

#### Frankreich
- 28. April: In Paris scheitert ein Attentat von Giovanni Pianori auf Frankreichs Kaiser Napoleon III.

#### Portugal
- 16. September: In Portugal wird König Peter V. volljährig und übernimmt die Regierung.

#### Schweiz
- 1. Januar: Jonas Furrer wird zum dritten Mal Bundespräsident der Schweiz.

#### Äthiopien
- 11. Februar: Der Fürst Kassa Hailu wird zum Kaiser von Äthiopien gekrönt und nimmt als Negus den Namen Theodor II. an. In seiner Karriere gelingt es ihm, das in Fürstentümer zerfallene Reich zu einem Großreich zusammenzufassen.

#### Amerika
- 4. Mai: Der US-amerikanische Abenteurer William Walker und 57 Gefolgsleute verlassen San Francisco per Schiff, um in Nicaragua die Macht an sich zu reißen.
- 2./3. September: Bei der Schlacht von Ash Hollow werden 85 Angehörige des Stammes der Brulé-Lakota, viele von ihnen Frauen und Kinder, von US-Truppen erschossen. Das Gemetzel erfolgt im Rahmen einer Strafexpedition wegen des im Vorjahr erfolgten Grattan-Massakers. Der spätere Häuptling Crazy Horse erlebt die Schlacht als Kind mit.

### Wirtschaft

#### Weltausstellung 1855

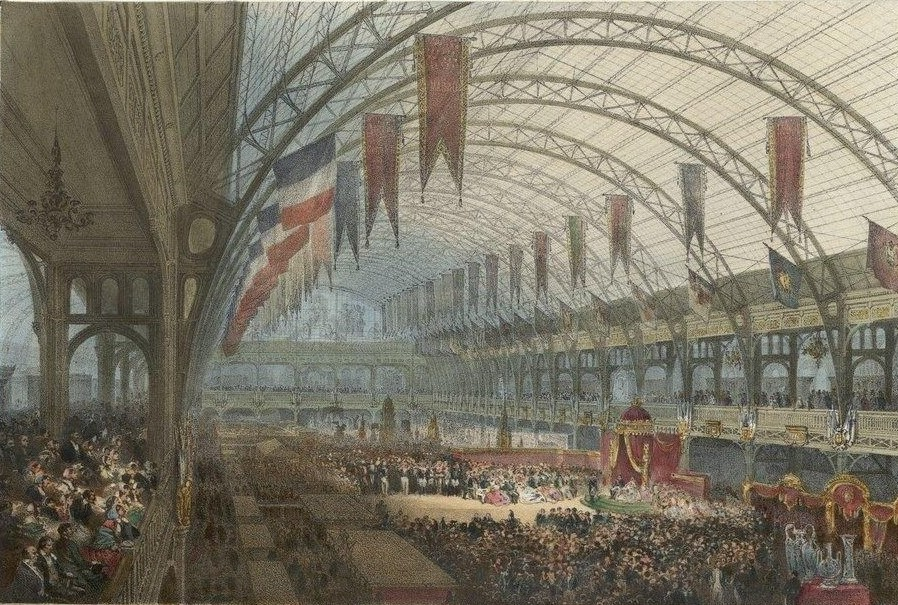
Die Eröffnungszeremonie

- 15. Mai: Die Exposition universelle de 1855 in Paris, die erste Weltausstellung in Frankreich, wird durch Kaiser Napoleon III. eröffnet. Sie wurde nach dem Vorbild der Londoner Great Exhibition von 1851 gestaltet mit dem Ziel, diese möglichst noch zu übertreffen. Die Ausstellung wird bis zum 31. Oktober von fünf Millionen Menschen besucht. Für Weine des Médoc wird die noch heute gültige Bordeaux-Klassifizierung eingeführt.

#### Patente

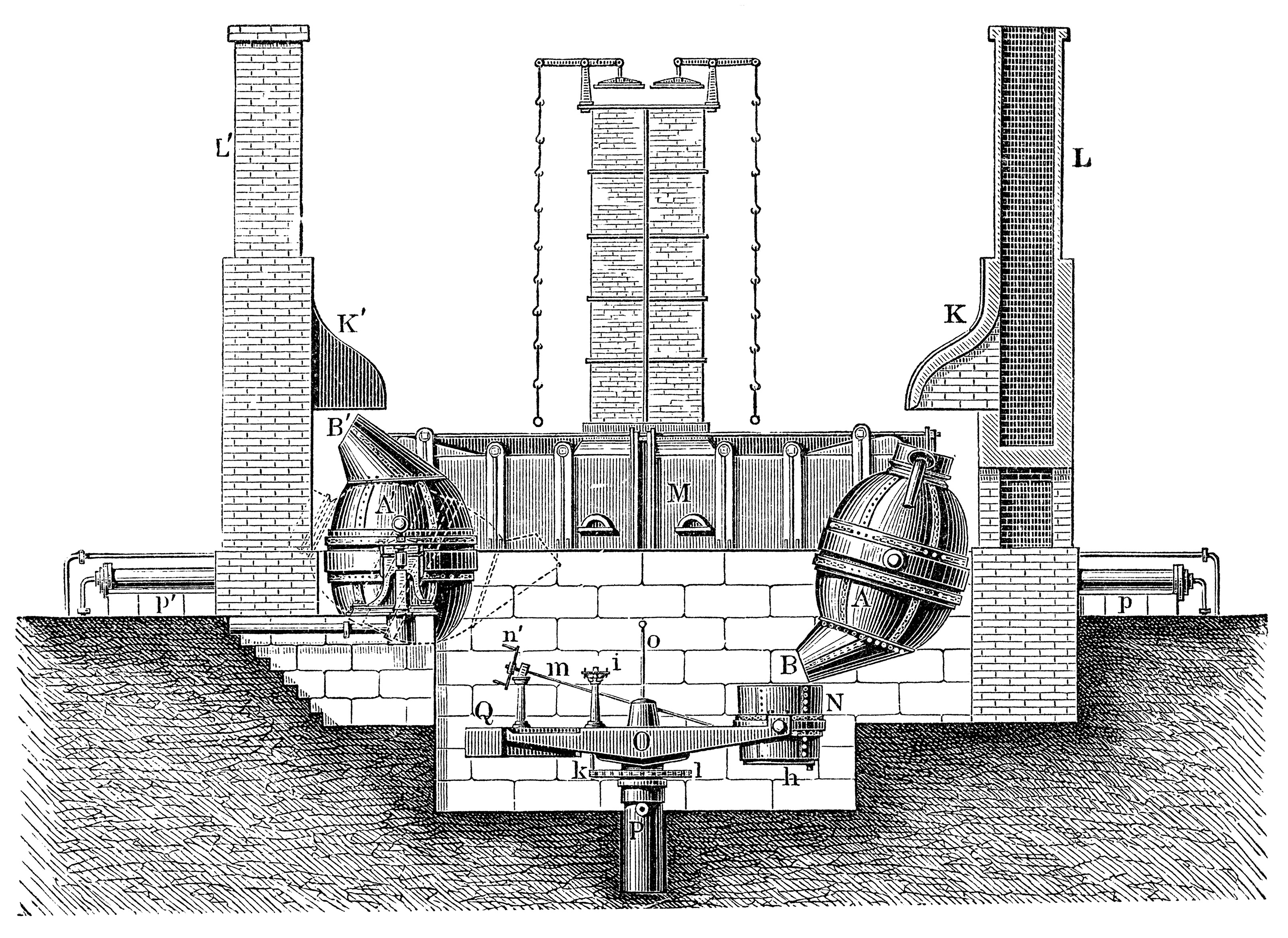
Bessemeranlage

- 17. Oktober: Das von Henry Bessemer erdachte Bessemer-Verfahren, das die Stahlproduktion erleichtert, wird patentiert.
- 10. November: Der Florentiner Giovanni Caselli erhält ein Patent auf den Pantelegraphen, ein elektromechanisches Fax-Gerät, das in der Folge besonders in Frankreich genutzt wird.

#### Unternehmensgründungen

Schriftzug des Daily Telegraph

- 29. Juni: In London wird die Tageszeitung The Daily Telegraph gegründet.
- Daniel Baird Wesson und Horace Smith gründen in Norwich, Connecticut, die Volcanic Repeating Arms Company, Vorgänger der Winchester Repeating Arms Company.

#### Verkehr
- 28. Januar: Der erste Zug der Panama Railroad Company verkehrt auf der fertiggestellten Strecke zwischen Colón und Panama-Stadt. Die Route verbindet die beiden Hafenstädte an Atlantik und Pazifik miteinander. Die Investition in Höhe von acht Millionen US-Dollar finanzierte die Gesellschaft mit Sitz in New York City, ihre Aktien steigen.
- 31. Mai: Die Albertsbahn AG schließt mit dem Hänichener Steinkohlenbauverein einen Vertrag, der die Einrichtung einer Zweigbahn zu deren Schächten bei Hänichen vorsieht. Die daraus entstandene Windbergbahn bei Dresden gilt als die erste Gebirgsbahn Deutschlands.
- 28. September: Die Sankt Gallisch-Appenzellische Eisenbahn weiht ihre erste Strecke Winterthur-Wil ein.
- Die Dombrücke (später: Hohenzollernbrücke) ist seit über 900 Jahren wieder die erste feste Rheinbrücke bei Köln.

#### Werbung
- In Berlin werden die ersten 100 Litfaßsäulen aufgestellt. Diese wurden dem Erfinder Ernst Litfaß im Vorjahr unter der Auflage genehmigt, auch die neuesten Nachrichten zu publizieren.

### Wissenschaft und Technik

#### Afrikaforschung
- 28. August: Der deutsche Afrikaforscher Heinrich Barth beendet in Tripolis eine über fünfjährige wissenschaftliche Erkundungstour ins Innere des Schwarzen Kontinents.

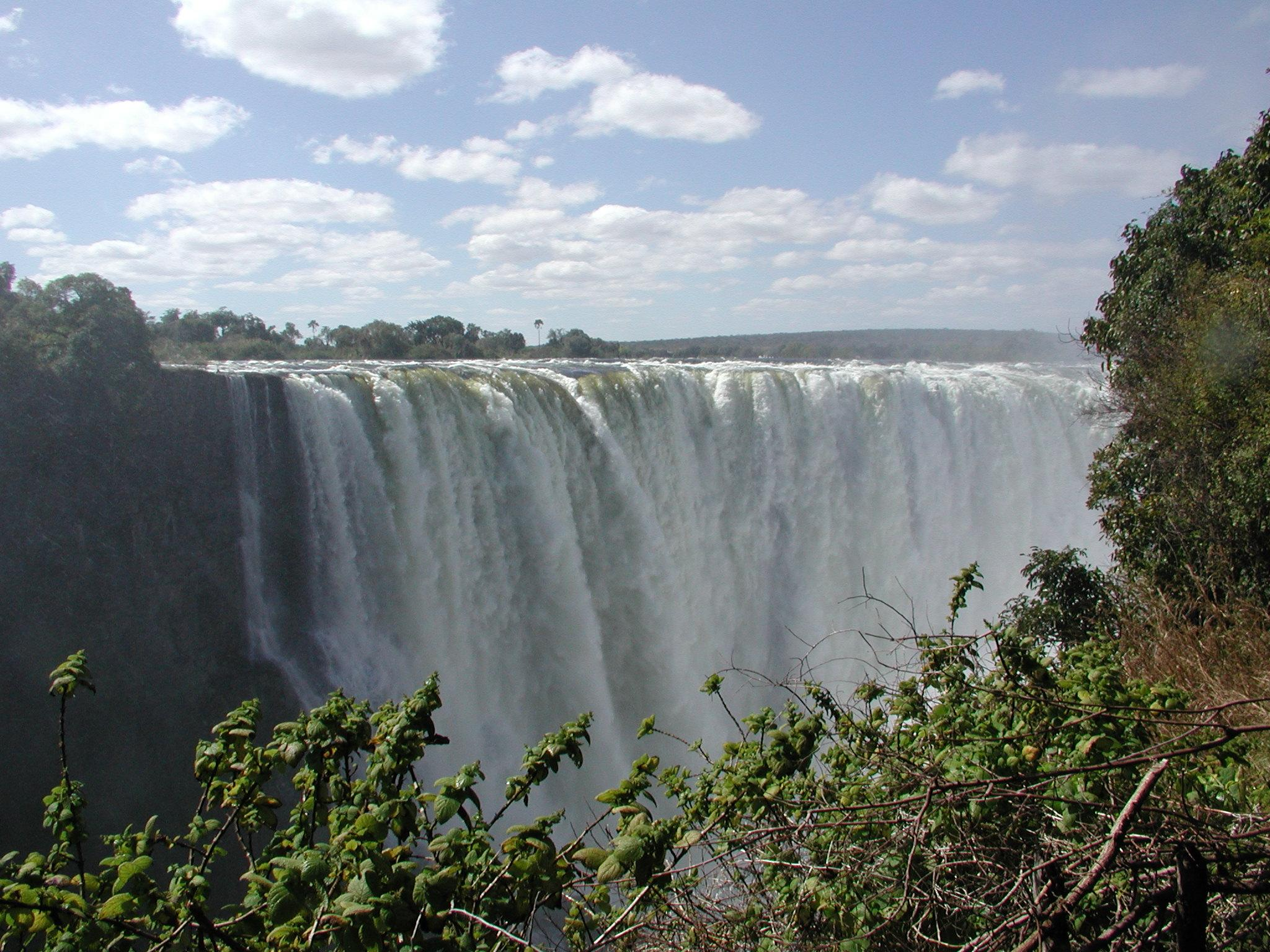
Victoriafälle

- 16. November: David Livingstone erreicht als erster Europäer die Victoriafälle.

#### Geographie und Meteorologie
- 19. Februar: Der französische Naturwissenschaftler Urbain Le Verrier stellt der Pariser Akademie der Wissenschaften die Wettervorhersage für 10 Uhr vormittags in Frankreich auf der ersten Wetterkarte vor. Seine Prognose auf der Basis telegrafisch eingeholter Wetterinformationen überzeugt und bewirkt den Aufbau des meteorologischen Dienstes unter Kaiser Napoleon III.
- 16. März: In Gotha gründet August Petermann die älteste deutschsprachige Fachzeitschrift der Geographie: Petermanns Geographische Mitteilungen.

#### Brückenkonstruktionen

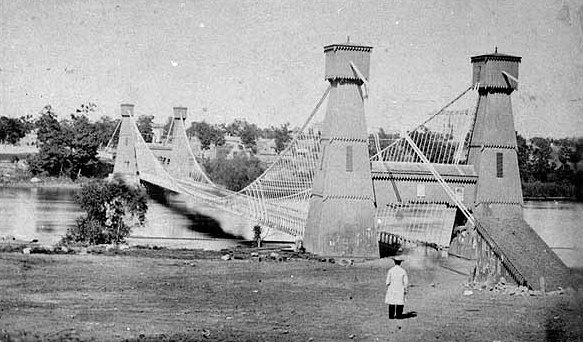
Die Hennepin Avenue Bridge um das Jahr 1865

- 23. Januar: Die Hennepin Avenue Bridge in Minneapolis ist die erste den Mississippi River überspannende Brücke. Sie wird als mautpflichtiges Bauwerk eröffnet.

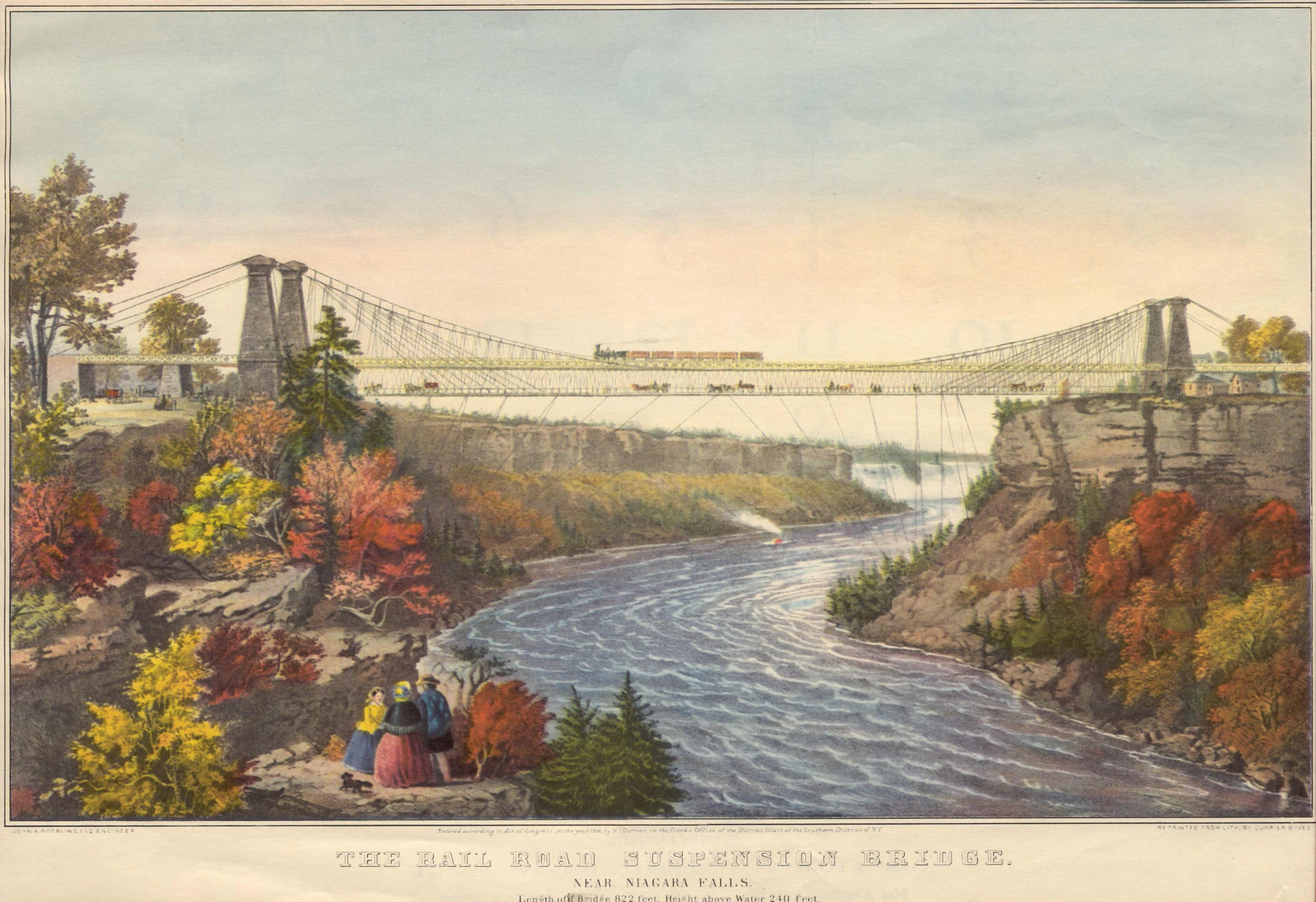
Die Niagara Falls Suspension Bridge kurz nach ihrer Fertigstellung

- 18. März: Die von John Augustus Roebling erbaute Niagara Falls Suspension Bridge, die erste dauerhafte Brücke über den Niagara River und die erste Hängebrücke im Eisenbahnverkehr, wird nach vierjähriger Bauzeit eröffnet.

#### Lehre und Forschung
- 12. Februar: Die Michigan State University wird in East Lansing gegründet.
- 16. Oktober: Die Eidgenössische Polytechnische Schule beginnt in Zürich mit Vorlesungen.

#### Sonstiges
- 10. Mai: Robert Wilhelm Bunsen erfindet den Bunsenbrenner.
- Das Elfenbeinprisma von Ninive wird entdeckt.
- In der Nähe von Paris werden die ersten Fossilien der Gattung Gastornis gefunden. Die Erstbeschreibung der flugunfähigen Vögel erfolgt noch im selben Jahr durch Edmond Hébert.

### Kultur

#### Bildende Kunst
- 25. September: Die Dresdner Gemäldegalerie Alte Meister des Baumeisters Gottfried Semper wird eröffnet.

Das Atelier des Künstlers

- Gustave Courbet malt innerhalb von sechs Wochen Das Atelier des Künstlers. Zeitgenössisch gibt es wenig Lob für das Gemälde, das auch von der Jury der Weltausstellung abgelehnt wird, während elf andere Courbet-Werke akzeptiert werden.
- In Florenz entsteht die Künstlergruppe der Macchiaioli, die sich gegen den Akademismus und für den Realismus einsetzt. Zu ihren Mitgliedern zählen unter anderem Telemaco Signorini, Giovanni Fattori und Adriano Cecioni.

#### Musik und Theater
- 17. Februar: Die Uraufführung der dritten Fassung des Klavierkonzert Nr. 1 Es-Dur von Franz Liszt mit Hector Berlioz als Dirigent und Franz Liszt als Solist erfolgt im „Kleinen Saal“ des Weimarer Schlosses.
- 2. Juni: Die Uraufführung der Oper Jenny Bell von Daniel-François-Esprit Auber auf das Libretto von Eugène Scribe findet an der Opéra-Comique in Paris statt.

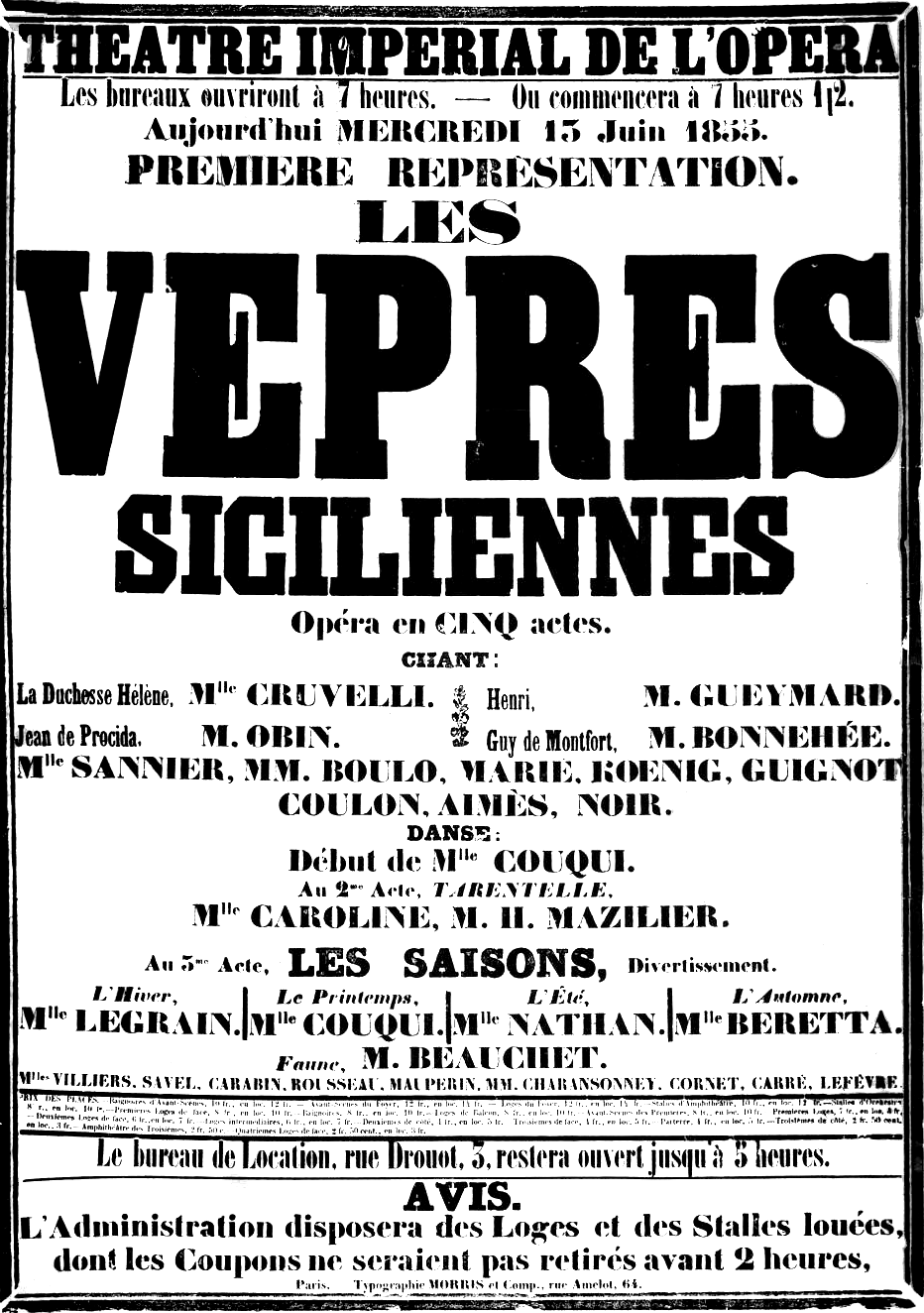
Plakat zur Uraufführung

- 13. Juni: Giuseppe Verdis Oper Les vêpres siciliennes (Die sizilianische Vesper) wird am Théatre Impérial de L’Opéra in Paris uraufgeführt.
- 5. Juli: Jacques Offenbach, dessen Stücke von den etablierten Pariser Theatern nicht aufgeführt werden, eröffnet sein eigenes Theater, das Théâtre des Bouffes-Parisiens mit einer Uraufführung seiner Operette Les deux aveugles (Die beiden Blinden).
- 2. Dezember: Ein Feuer zerstört die Innenräume des Théâtre français in Bordeaux. Die Fassade und Außenmauern bleiben erhalten.
- 29. Dezember: Die Uraufführung der Operette Ba-ta-clan von Jacques Offenbach erfolgt am Théâtre des Bouffes-Parisiens in Paris.

- Johann Nestroy verfasst die Posse mit Gesang in Drey Acten „Nur keck!“, die zu seinen Lebzeiten jedoch nicht aufgeführt wird.
- Das Stück A Londonderry Air, heute die Nationalhymne Nordirlands, wird erstmals schriftlich veröffentlicht.

### Gesellschaft
- 9. Februar: Am Morgen ängstigen die „Fußspuren des Teufels“ die Bevölkerung in der Grafschaft Devon.
- 24. April: Das San Francisco Mechanics’ Institute wird in Form einer Kapitalgesellschaft gegründet.

### Religion
- August: Die erste CVJM-Weltkonferenz in Paris veröffentlicht die „Pariser Basis“ als Grundlage der Arbeit des CVJMs.

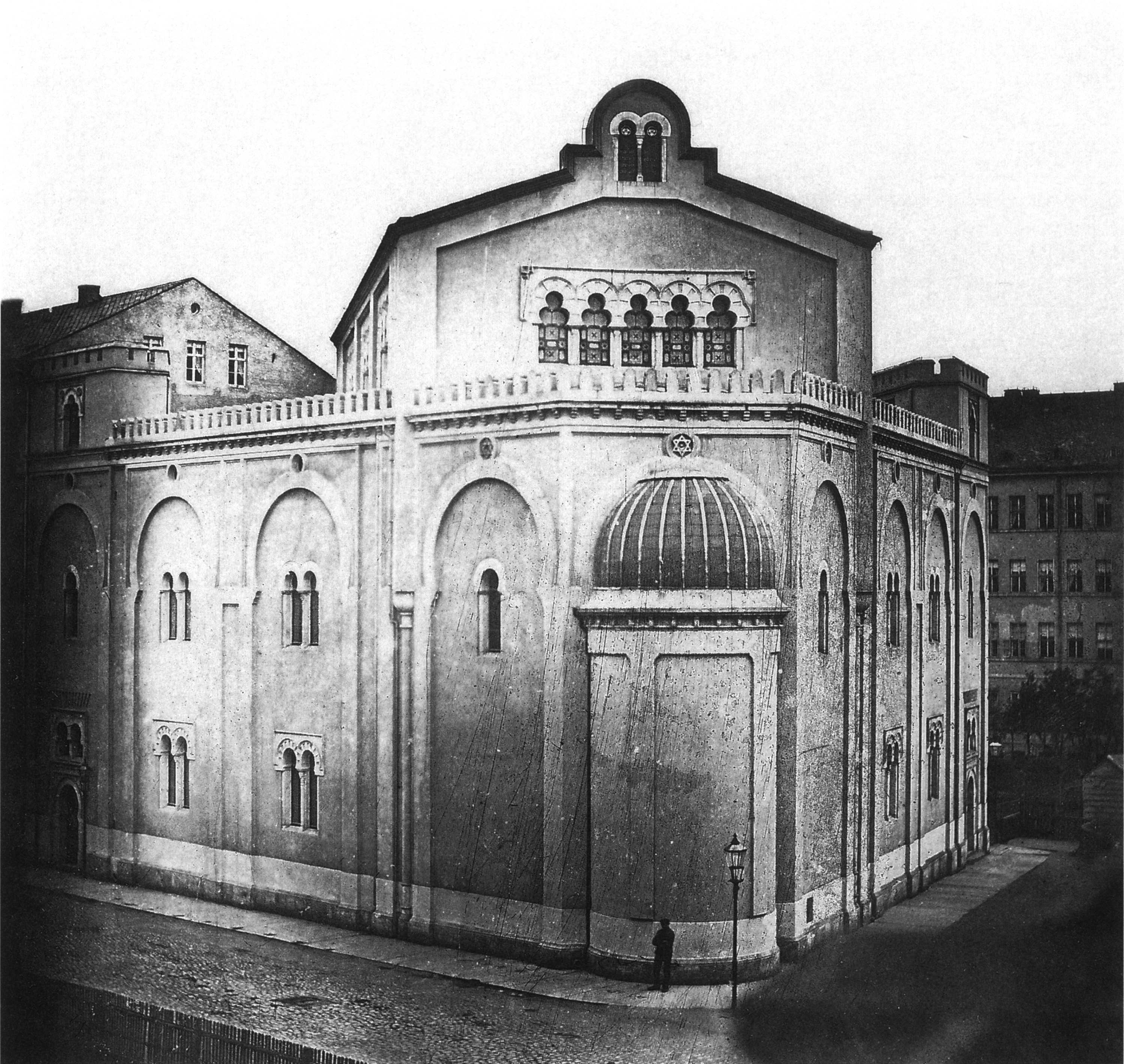
Die Große Gemeindesynagoge um 1860

- 10. September: In Leipzig weiht der Rabbiner Adolf Jellinek ein Jahr nach der Grundsteinlegung die Große Gemeindesynagoge ein.
- 5. November: Die Enzyklika Optime noscitis richtet Papst Pius IX. an das österreichische Episkopat. Er legt unter anderem darin den Kirchenvertretern pastorale Pflichten zur gedeihlichen Zusammenarbeit mit den Regierungen auf.
- 13. November: Österreichs Kaiser Franz Joseph I. gibt den Abschluss eines Konkordats mit dem Heiligen Stuhl bekannt, das der römischen Kirche mehr Rechte einräumt.

### Katastrophen

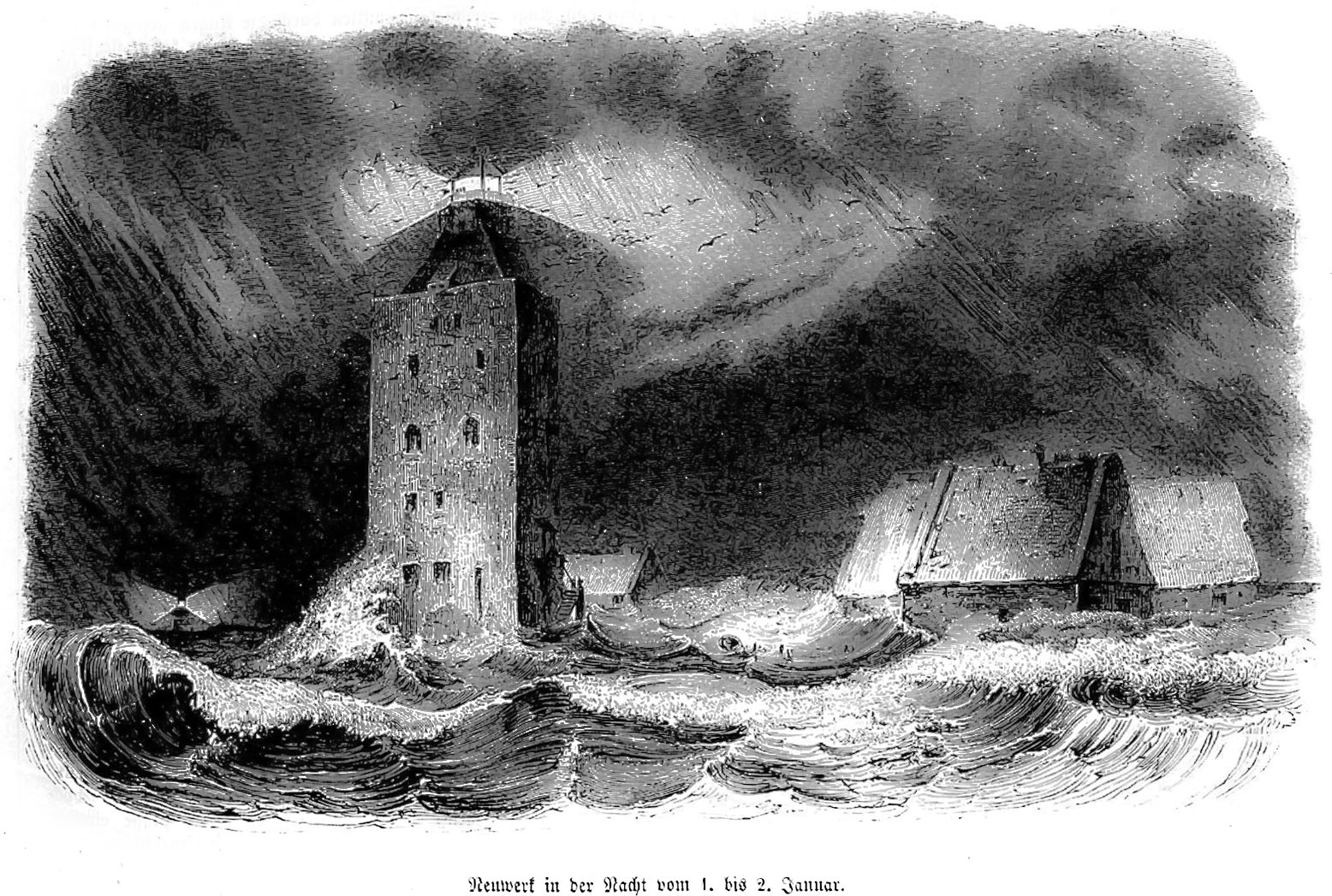
Neuwerk in der Nacht vom 1. bis 2. Januar

- 1./2. Januar: Die Neujahrsflut 1855 richtet schwere Zerstörungen auf den Ostfriesischen Inseln an, im Alten Land, Wilhelmsburg, den Vier- und Marschlanden gibt es Deichbrüche und Überschwemmungen.[1]
- 23. Januar: Das Wairarapa-Erdbeben von 1855 mit dem Epizentrum auf der Nordinsel ist mit einer Stärke von 8,2 das schwerste Erdbeben in der Geschichte Neuseelands und führt zu massiven Landhebungen im Stadtgebiet von Wellington und in der Region. Trotz der Schwere des Bebens ist nur ein Todesopfer zu beklagen.
- 15. Februar: Die französische Fregatte La Sémillante strandet während eines Orkans an den Lavezzi-Inseln bei Korsika, von den 693 Seeleuten und Soldaten an Bord überlebt niemand.
- 25. Juli: Ein Erdbeben der Stärke VIII (Magnitude 6.2) – Teil einer ganzen Serie von acht Erdbeben bis 26. Juli – verursacht gegen Mittag schwere Schäden im Oberwallis um St. Niklaus, Stalden und Visp. Trotz der großflächigen Gebäudeschäden gibt es neben zahlreichen Verletzten nur ein Todesopfer, da viele Menschen auf den Feldern arbeiten.
- 11. November: Das Ansei-Edo-Erdbeben 1855 in Japan bei Edo kostet 7.000 bis 10.000 Menschenleben. Außerdem werden über 50.000 Gebäude und rund 50 Tempelanlagen zerstört. Die täglichen Nachbeben klingen erst neun Tage später ab.
- Der Gelbe Fluss verlagert seinen Lauf, eine Katastrophe, die es zuletzt 1324 gegeben hat.

### Sport
- 7. Februar: Gründung des ältesten deutschen Segelclubs, des SC RHE, in Königsberg i. Pr. (heute Hamburg)
- Bramall Lane wird als Cricket-Stadion erbaut und am 30. April mit einem Spiel eröffnet.
- 1. August: Erstbesteigung der Dufourspitze, des höchsten Bergs der Schweiz, durch eine Seilschaft unter der Leitung von Charles Hudson
- Gründung des Krefelder Turnvereins 1855 (KTV 1855), dem heutigen Preussen Krefeld

## Historische Karten und Ansichten

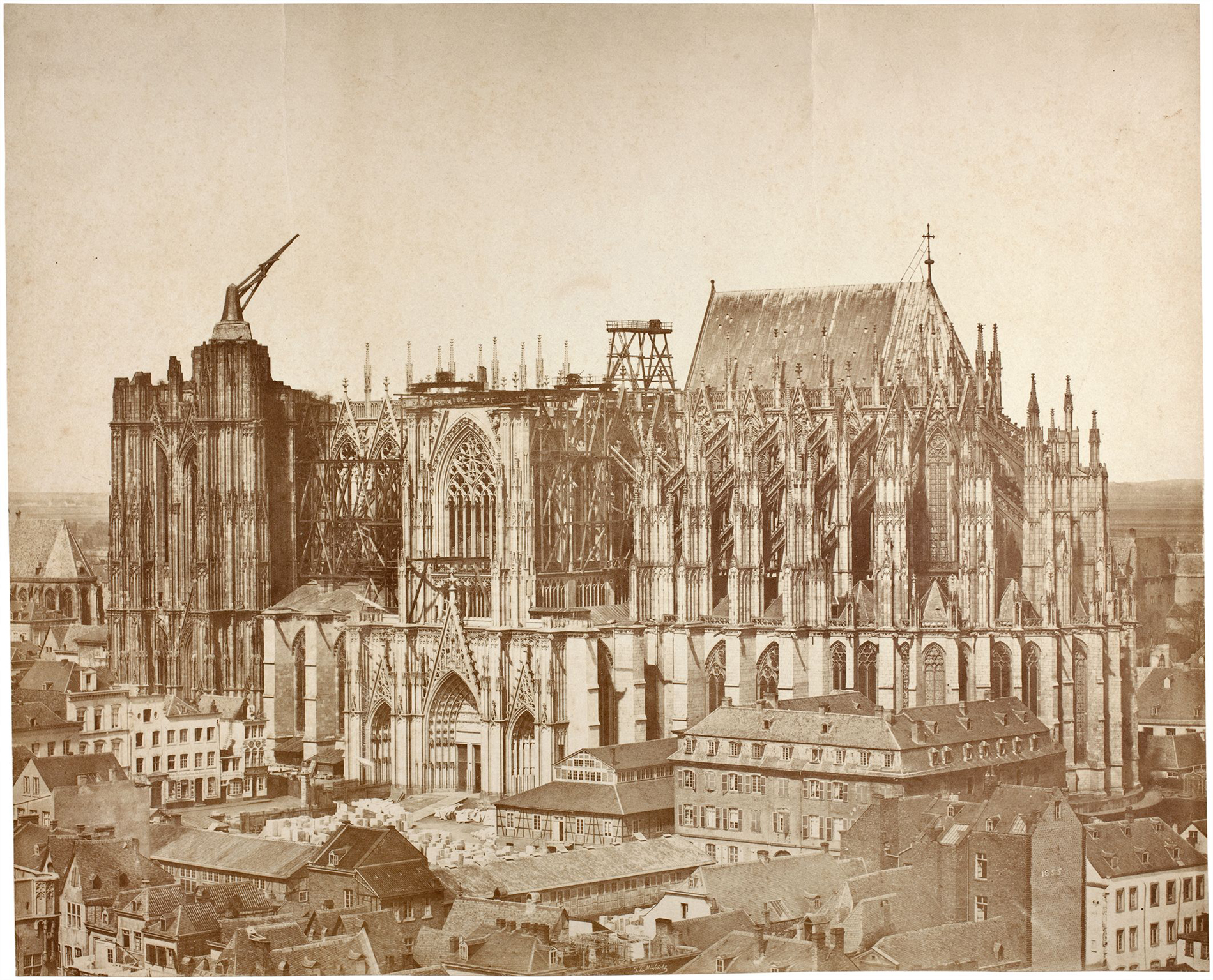
Kölner Dom, 1855
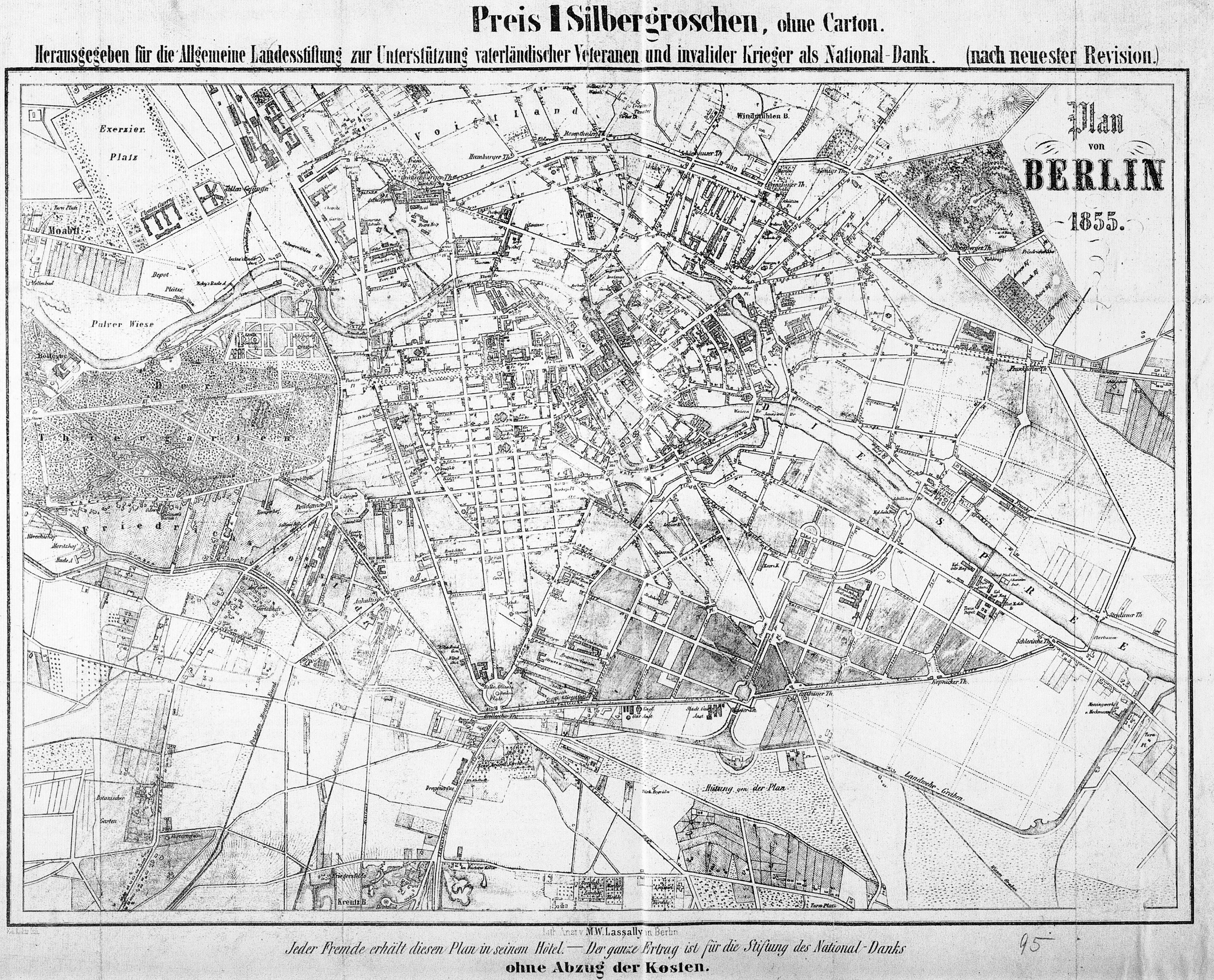
Plan von Berlin 1855

## Geboren

### Januar
- 01. Januar: Carl Partsch, deutscher Chirurg, gilt als Vater der Zahnärztlichen Chirurgie († 1932)
- 05. Januar: King Camp Gilette, US-amerikanischer Erfinder und Unternehmer († 1932)
- 07. Januar: Johannes Christ, deutscher Offizier († 1902)
- 09. Januar: Otto Widmer, römisch-katholischer Geistlicher und Leiter eines Kinderheimes († 1932)
- 10. Januar: Petrus Johannes Blok, niederländischer Historiker († 1929)
- 10. Januar: Werner Stein, deutscher Bildhauer († 1930)
- 10. Januar: Rodolfo Tartini, Schweizer römisch-katholischer Geistlicher († 1933)
- 13. Januar: Henry Heyman, US-amerikanischer Geiger und Musikpädagoge († 1924)
- 13. Januar: Otto Lehmann, deutscher Physiker und „Vater“ der Flüssigkristall-Forschung († 1922)
- 16. Januar: Eleanor Marx, deutsche Sozialistin und jüngste Tochter von Karl Marx († 1898)
- 17. Januar: Anton Stecker, österreichischer Afrikareisender († 1888)
- 17. Januar: Ignatz Schöckl, ungarischer Architekt († 1928)
- 19. Januar: Julius Gujer, Schweizer Unternehmer und freisinniger Politiker († 1940)
- 20. Januar: Ernest Chausson, französischer Komponist († 1899)
- 20. Januar: Hugo Conwentz, deutscher Botaniker und Naturschützer († 1922)
- 21. Januar: Christian Bartholomae, deutscher Indogermanist, Iranist und Indologe († 1925)
- 21. Januar: Rudolf Cronau, deutscher Journalist und Maler († 1939)
- 22. Januar: Albert Neisser, deutscher Dermatologe († 1916)
- 22. Januar: Ernst Kullak, deutscher Komponist († 1922)
- 23. Januar: John Moses Browning, erfolgreichster Erfinder der Waffentechnik mit 128 Patenten († 1926)
- 24. Januar: Frank Hadow, englischer Tennisspieler († 1946)
- 25. Januar: Eduard Meyer, deutscher Althistoriker († 1930)
- 26. Januar: Hilmar Mückenberger, vogtländisch-erzgebirgischer Volksmusiker († 1937)
- 26. Januar: John Barton Payne, US-amerikanischer Politiker († 1935)
- 30. Januar: Howard O. Sturgis, britischer Schriftsteller († 1920)
- 31. Januar: Otto Ehrenfried Ehlers, deutscher Forschungsreisender und Schriftsteller († 1895)

### Februar
- 01. Februar: Eva Stort, deutsche Landschaftsmalerin († 1936)
- 02. Februar: Fritz Rose, deutscher Kolonialbeamter und Kaiserlicher Kommissar in Deutsch-Neuguinea († 1922)
- 04. Februar: Joseph Auer, deutscher Komponist († 1911)
- 05. Februar: Thomas Gair Ashton, britischer Politiker, Unternehmer und Peer († 1933)
- 10. Februar: Adrienne Avril de Sainte-Croix, französische Philanthropin, Schriftstellerin, Journalistin, Abolitionistin und Feministin († 1939)
- 13. Februar: Heinrich Nils Antoine-Feill, deutscher Rechtsanwalt († 1922)
- 13. Februar: Paul Deschanel, französischer Politiker und Staatspräsident der Dritten Republik († 1922)
- 13. Februar: Fritz Köster, deutscher Redakteur und Anarchosyndikalist († 1934)
- 14. Februar: Christian Bohr, dänischer Physiologe († 1911)
- 14. Februar: João Franco Ferreira Pinto Castelo Branco, portugiesischer Politiker († 1929)
- 14. Februar: Wsewolod Michailowitsch Garschin, russischer Schriftsteller († 1888)
- 15. Februar: Hugo Vogel, deutscher Maler († 1934)
- 17. Februar: Otto Liman von Sanders, deutscher General († 1929)
- 18. Februar: Adolf Frey, Schweizer Schriftsteller und Literaturhistoriker († 1920)
- 18. Februar: Marie Stritt, deutsche Frauenrechtlerin († 1928)
- 19. Februar: U. V. Swaminatha Iyer, tamilischer Gelehrter und Philologe († 1942)
- 22. Februar: Albertus Paulus Hermanus Hotz, holländischer Unternehmer und Fotograf († 1930)
- 23. Februar: Jonathan Bourne, US-amerikanischer Politiker († 1940)
- 24. Februar: Johannes von Eben, deutscher General der Infanterie († 1924)
- 25. Februar: Tsuda Sanzō, japanischer Polizist der ein Attentat auf den späteren Zaren Nikolaus II. verübte († 1891)
- 28. Februar: Rafael López Gutiérrez, Präsident von Honduras († 1924)

### März/April
- 01. März: Meta von Salis, Schweizer Historikerin und Frauenrechtlerin († 1929)
- 03. März: Alois Mayer, deutscher Bildhauer († 1936)
- 03. März: George Henry Wilson, US-amerikanischer Zahnarzt und Hochschullehrer († 1922)
- 05. März: Friedrich J. Pajeken, deutscher Kaufmann und Schriftsteller († 1920)
- 05. März: Sophie Friederike, österreichische Erzherzogin von Österreich († 1857)
- 06. März: Walter Friedensburg, deutscher Archivar und Historiker († 1938)
- 07. März: Karl von den Steinen, deutscher Mediziner, Ethnologe und Schriftsteller († 1929)
- 09. März: Theobald Dächsel, deutscher evangelischer Theologe, Pfarrer und Superintendent († 1940)
- 11. März: Josef Lang, österreichischer Scharfrichter († 1925)
- 13. März: Percival Lowell, US-amerikanischer Astronom († 1916)
- 17. März: Ole Andreas Øverland, norwegischer Historiker († 1911)
- 20. März: Marie Herzfeld, österreichische Schriftstellerin, Literaturkritikerin und Übersetzerin († 1940)
- 22. März: Paul Schreiber, deutscher Arzt und Geheimer Sanitätsrat († 1920)
- 23. März: Amy Sherwin, australische Opernsängerin († 1935)
- 24. März: Josef Jiránek, tschechischer Pianist, Komponist und Musikpädagoge († 1940)
- 24. März: Olive Schreiner, südafrikanische Schriftstellerin († 1920)
- 28. März: Konrad Rieger, deutscher Psychiater, Klinikdirektor, Hochschullehrer und Psychiatriehistoriker († 1939)
- 28. März: Otto Schrader, deutscher Indogermanist († 1919)
- 01. April: Ewald von Lochow, preußischer General († 1942)
- 01. April: Hüseyin Hilmi Pascha, Großwesir des Osmanischen Reiches († 1922)
- 05. April: P. Sundaram Pillai, tamilisch-indischer Philosoph, Archäologe, Schriftsteller und Literaturwissenschaftler († 1897)
- 09. April: Gustav Rassow, deutscher Kaufmann und Politiker (Parteilos), MdBB († 1944)
- 11. April: Ettore Ximenes, italienischer Bildhauer († 1926)
- 13. April: Ludwig Edinger, deutscher Arzt Mediziner, Neurologe und Gehirnforscher († 1918)
- 14. April: Heinrich Bandlow, deutscher Pädagoge und Autor († 1933)
- 15. April: Jakob Minor, österreichischer Literaturwissenschaftler († 1912)
- 18. April: Miles Benjamin McSweeney, US-amerikanischer Politiker († 1921)
- 21. April: Heinrich Grünfeld, österreichischer Komponist, Cellist und Musikpädagoge († 1931)
- 22. April: John A. Moon, US-amerikanischer Politiker († 1921)
- 23. April: Luise Gerbing, deutsche Heimatforscherin († 1927)
- 23. April: Ernst von Wolzogen, deutscher Schriftsteller († 1934)
- 27. April: Hans Olde, deutscher Maler († 1917)
- 29. April: Julius Zeißig, deutscher Architekt († 1930)

### Mai / Juni
- 01. Mai: Cecilia Beaux, US-amerikanische Malerin († 1942)
- 07. Mai: Oskar von Miller, deutscher Ingenieur und Begründer des Deutschen Museums († 1934)
- 09. Mai: Julius Röntgen, deutsch-niederländischer Komponist und Pianist († 1932)
- 09. Mai: Ernst Seifert, deutscher Orgelbauer († 1928)
- 10. Mai: Adolf Brütt, deutscher Bildhauer († 1939)
- 10. Mai: Yukteswar Giri, indischer Yogi und Guru († 1936)
- 11. Mai: Anatoli Konstantinowitsch Ljadow, russischer Komponist († 1914)
- 14. Mai: Adolf Arenson, deutscher Komponist, Theosoph und Anthroposoph († 1936)
- 14. Mai: Eduard von Keyserling, deutscher Schriftsteller und Dramatiker († 1918)
- 15. Mai: Louis Hagen, deutscher Bankier († 1932)
- 15. Mai: Leopold von Kalckreuth, deutscher Maler und Grafiker († 1928)
- 16. Mai: Leopold von Auersperg, österreichischer Politiker († 1918)
- 16. Mai: Jean Victor Augagneur, französischer Arzt und Politiker († 1931)
- 19. Mai: Sándor Bihari, ungarischer Maler († 1906)
- 19. Mai: Karl Gander, deutscher Lehrer und Heimatforscher († 1945)
- 21. Mai: Ephraim Adler, deutscher Mediziner († 1910)
- 21. Mai: Émile Verhaeren, belgischer Dichter († 1916)
- 24. Mai: Florence Dixie, britische Reisende und Schriftstellerin († 1905)
- 29. Mai: David Bruce, australisch-englischer Arzt und Parasitologe († 1931)
- 30. Mai: Georg Schaumberg, deutscher Schriftsteller († 1931)
- 01. Juni: Edward H. Angle, US-amerikanischer Kieferorthopäde († 1930)
- 01. Juni: Bernhard Sehring, deutscher Architekt († 1941)
- 03. Juni: Paul Herfurth, deutscher Verleger und Politiker († 1937)
- 05. Juni: Josef Neuwirth, österreichischer Kunsthistoriker († 1934)
- 05. Juni: Hanuš Wihan, tschechischer Cellist und Musikpädagoge († 1920)
- 08. Juni: Natalija Kobrynska, ukrainische Schriftstellerin und Organisatorin der ukrainischen Frauenbewegung († 1920)
- 09. Juni: Eduard Christian Arning, deutsch-englischer Dermatologe und Lepraforscher († 1936)
- 10. Juni: Charles Allen Culberson, US-amerikanischer Politiker († 1925)
- 10. Juni: Hilma Kristina Elisabet Angered-Strandberg, schwedische Schriftstellerin († 1927)
- 11. Juni: Georg August Zenker, deutscher Gärtner, Botaniker und Zoologe († 1922)
- 14. Juni: Robert M. La Follette, US-amerikanischer Politiker († 1925)
- 19. Juni: Maria Tauscher, deutsche katholische Ordensgründerin († 1938)

### Juli
- 02. Juli: Jesko von Puttkamer, deutscher Kolonialbeamter und Gouverneur von Kamerun († 1917)
- 04. Juli: Vlaho Bukovac, kroatischer Maler († 1922)
- 07. Juli: Ludwig Ganghofer, deutscher Schriftsteller († 1920)
- 13. Juli: Emil Münsterberg, deutscher Verwaltungsjurist und Armutswissenschaftler († 1911)
- 13. Juli: Hartvig Nissen, norwegischer Sportpädagoge († 1924)
- 16. Juli: Hans Friedrich Geitel, deutscher Physiker († 1923)
- 16. Juli: Rodolphe Lindt, Schweizer Schokoladenproduzent († 1909)
- 19. Juli: Ludwig Arntz, deutscher Architekt, Denkmalpfleger und Dombaumeister († 1941)
- 18. Juli: Axel Paulsen, norwegischer Eiskunstläufer und Erfinder des Eiskunstlaufsprunges Axel († 1938)
- 22. Juli: Pierre-Firmin Capmartin, französischer Geistlicher und römisch-katholischer Bischof von Oran († 1914)
- 25. Juli: Edward Solomon, englischer Komponist und Dirigent († 1895)
- 26. Juli: Auguste Hertzer, deutsche Krankenschwester († 1934)
- 26. Juli: Ferdinand Tönnies, deutscher Soziologe, Nationalökonom und Philosoph († 1936)
- 26. Juli: Waldemar Christ, preußischer Generalmajor († 1921)
- 28. Juli: Kurt Sorge, deutscher Industrieller und Vorsitzender mehrerer Wirtschaftsverbände († 1928)
- 29. Juli: Georg von Eucken-Addenhausen, deutscher Jurist und Staatsmann († 1942)
- 30. Juli: Georg Wilhelm von Siemens, deutscher Industrieller († 1919)

### August
- 01. August: Ulrich Farner, Schweizer Journalist und Mundartschriftsteller († 1922)
- 15. August: Walter Hines Page, US-amerikanischer Journalist, Verleger und Diplomat († 1918)
- 17. August: Wilhelm Grube, deutscher Sinologe († 1908)
- 21. August: Xaver Marnitz, deutsch-baltischer Propst und evangelischer Märtyrer († 1919)
- 21. August: Georg Freiherr von Rheinbaben, preußischer Politiker und Gönner der Stadt Krefeld († 1921)
- 22. August: Carl Funke, deutscher Unternehmer († 1912)
- 24. August: Eugen Berg, deutsch-baltischer Pastor und evangelischer Märtyrer († 1919)
- 24. August: Agnes Marshall, englische Köchin, Autorin und Erfinderin († 1905)
- 25. August: Patrick McMahon Glynn, australischer Politiker († 1931)
- 29. August: Emil Paur, österreichischer Dirigent und Komponist († 1932)
- 30. August: Adolf Ausfeld, deutscher Klassischer Philologe († 1904)
- 30. August: Wiktor Barabasz, polnischer Pianist, Dirigent und Musikpädagoge († 1928)
- 30. August: Adauctus Aurélio de Miranda Henriques, brasilianischer Erzbischof († 1935)

### September / Oktober
- 01. September: Innokenti Fjodorowitsch Annenski, russischer Dichter, Literaturkritiker, Dramatiker und Übersetzer († 1909)
- 02. September: Michael Hoke Smith, US-amerikanischer Politiker († 1931)
- 09. September: Houston Stewart Chamberlain, englisch-deutscher Schriftsteller und Kulturphilosoph († 1927)
- 10. September: Hugo Constantin Cuno Oskar August Appelius, deutscher Jurist († 1907)

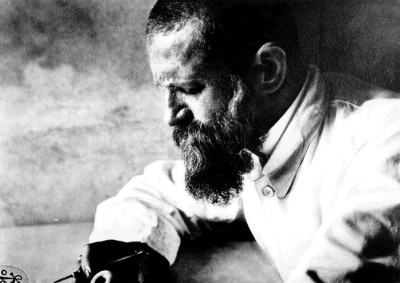
Robert Koldewey, Babylon 1906

- 10. September: Thérèse Humbert, französische Betrügerin († nach 1939)
- 10. September: Robert Koldewey, deutscher Architekt und Archäologe († 1925)
- 11. September: Georg Schmiedl, deutscher Naturschützer und Menschenfreund († 1929)
- 12. September: William Sharp, schottischer Schriftsteller († 1905)
- 15. September: Johann Friedrich Ahlhorn, deutscher Politiker († 1934)
- 17. September: Friedrich Wilhelm von Loebell, deutscher Politiker († 1931)
- 19. September: William Harris Ashmead, US-amerikanischer Entomologe († 1908)
- 24. September: Benjamin Auerbach, deutscher Arzt († 1940)
- 24. September: Henri Berthoud, Schweizer evangelischer Geistlicher und Sprachwissenschaftler († 1904)
- 25. September: Aeba Kōson, japanischer Schriftsteller und Theaterkritiker († 1922)
- 27. September: Paul Émile Appell, französischer Mathematiker († 1930)
- 30. September: Pieter van Romburgh, niederländischer Chemiker und Hochschulprofessor († 1945)
- 01. Oktober: Anani Jawaschow, bulgarischer Pädagoge, Botaniker und Archäologe († 1934)
- 12. Oktober: Arthur Nikisch, ungarischer Dirigent († 1922)
- 12. Oktober: August Sauer, österreichischer Literaturwissenschaftler († 1926)
- 14. Oktober: Friedrich Vitzthum von Eckstädt, deutscher Gutsbesitzer, Diplomat und Politiker († 1936)
- 15. Oktober: Robert Turner, US-amerikanischer Bahai († 1909)
- 27. Oktober: Iwan Wladimirowitsch Mitschurin, russischer Botaniker und Pflanzenzüchter († 1935)
- 28. Oktober: Francis James Gillen, australischer Anthropologe und Ethnologe († 1912)
- 29. Oktober: Jacques Curie, französischer Physiker († 1941)
- 29. Oktober: Emil Doepler, deutscher Maler († 1922)
- 29. Oktober: Kyrillos IX. Moghabghab, libanesischer Geistlicher und Patriarch von Antiochia († 1947)
- 30. Oktober: Károly Aggházy, ungarischer Pianist und Komponist († 1918)

### November/Dezember
- 01. November: Guido Adler, österreichischer Musikwissenschaftler († 1941)
- 01. November: Ludwig Strakosch, österreichischer Opernsänger († 1919)
- 05. November: Eugene V. Debs, US-amerikanischer Politiker († 1926)
- 05. November: Léon-Philippe Teisserenc de Bort, französischer Meteorologe († 1913)
- 07. November: Edwin Hall, US-amerikanischer Physiker († 1938)
- 10. November: Alexandre Darracq, französischer Unternehmer und Wegbereiter des Automobilbaus († 1931)
- 12. November: Amandus Heinrich Adamson, estnischer Bildhauer († 1929)
- 13. November: Omer Madison Kem, US-amerikanischer Politiker († 1942)
- 19. November: Ludwig Becker, deutscher Architekt, Dombaumeister am Mainzer Dom († 1940)
- 20. November: Emilie Mataja, österreichische Schriftstellerin des Realismus († 1938)
- 20. November: Louise Schmidt, deutsche Malerin († 1924)
- 23. November: John I. Cox, US-amerikanischer Politiker († 1946)
- 26. November: Franz Xaver Nagl, österreichischer katholischer Erzbischof und Kardinal († 1913)
- 29. November: Georg Rudolf Koegel, deutscher Germanist († 1899)
- 01. Dezember: John William Evans, australischer Politiker und Premier von Tasmanien († 1943)
- 02. Dezember: Antonio Knauth, deutsch-amerikanischer Rechtsanwalt († 1915)
- 04. Dezember: Franz Muncker, deutscher Literaturhistoriker († 1926)
- 08. Dezember: Virginio Arias, chilenischer Bildhauer († 1941)
- 08. Dezember: Wladimir Giljarowski, russischer Publizist und Schriftsteller († 1935)
- 08. Dezember: Heinrich XXIV. Reuß zu Köstritz, deutscher Komponist und Paragiatsherr von Reuß-Köstritz († 1910)
- 09. Dezember: Giorgio Gusmini, italienischer Geistlicher, Erzbischof von Bologna und Kardinal († 1921)
- 10. Dezember: August Spies, deutsch-US-amerikanischer Redakteur und Herausgeber († 1887)
- 10. Dezember: Henry Nicholas Ridley, britischer Naturwissenschaftler († 1956)
- 11. Dezember: Fernand Cabrol, französischer Theologe († 1937)
- 11. Dezember: Ernesto Elorduy, mexikanischer Komponist und Pianist († 1913)
- 16. Dezember: Louis Nels, deutscher Kolonialbeamter († 1910)
- 17. Dezember: Hope Bridges Adams Lehmann, erste deutsche Ärztin mit Staatsexamen († 1916)
- 19. Dezember: Carl Schroeter, deutsch-schweizerischer Botaniker († 1939)
- 26. Dezember: Arnold Mendelssohn, deutscher Komponist († 1933)
- 30. Dezember: Heinrich Hart, deutscher Schriftsteller und naturalistischer Literatur- und Theaterkritiker († 1906)
- 31. Dezember: Giovanni Pascoli, italienischer Dichter († 1912)

### Genaues Geburtsdatum unbekannt
- Tatyos Efendi, türkischer Komponist († 1913)
- Alice Legh, britische Bogenschützin († 1948)
- Eduard Wolff, deutscher Unternehmer und Kommunalpolitiker († 1905)

## Gestorben

### Erstes Quartal
- 01. Januar: Pascual Liñán, spanischer Offizier und Kammerherr (* 1775)
- 07. Januar: David Johnson, US-amerikanischer Politiker (* 1782)
- 08. Januar: Diponegoro, javanesischer Freiheitskämpfer (* 1785)
- 11. Januar: Moses Norris, US-amerikanischer Politiker (* 1799)
- 14. Januar: Johann Christian Jauch senior, hanseatischer Kaufmann (* 1765)
- 16. Januar: Julie Mihes, österreichische Malerin und Ordensfrau (* 1786)
- 20. Januar: Adelheid von Österreich, Königin von Sardinien (* 1822)
- 22. Januar: Mariano de Aycinena y Piñol, Staatschef in der Provinz Guatemala der Zentralamerikanischen Konföderation (* 1789)
- 25. Januar: Dorothy Wordsworth, britische Poetin und Tagebuchautorin (* 1771)
- 26. Januar: Gérard de Nerval, französischer Schriftsteller (* 1808)
- 27. Januar: Heinrich Simon Lindemann, deutscher Philosoph und Hochschullehrer (* 1807)
- 01. Februar: Wilhelm Ludwig von Eschwege, deutscher Bergmann, Geologe und Geograph (* 1777)
- 01. Februar: Claus Harms, deutscher protestantischer Theologe (* 1778)
- 06. Februar: Josef Munzinger, Schweizer Kaufmann und Politiker (* 1791)
- 06. Februar: Carl August Alsleben, preußischer Politiker (* 1770)
- 07. Februar: Abel Hugo, französischer Essayist (* 1798)
- 10. Februar: Ernst Ludwig von Aster, preußischer General der Infanterie (* 1778)
- 11. Februar: Andrei Iwanowitsch Gortschakow, russischer General der Infanterie (* 1779)
- 14. Februar: Heinrich Emanuel Merck, deutscher Chemiker und Fabrikant (* 1794)
- 20. Februar: Joseph Hume, britischer Politiker (* 1777)

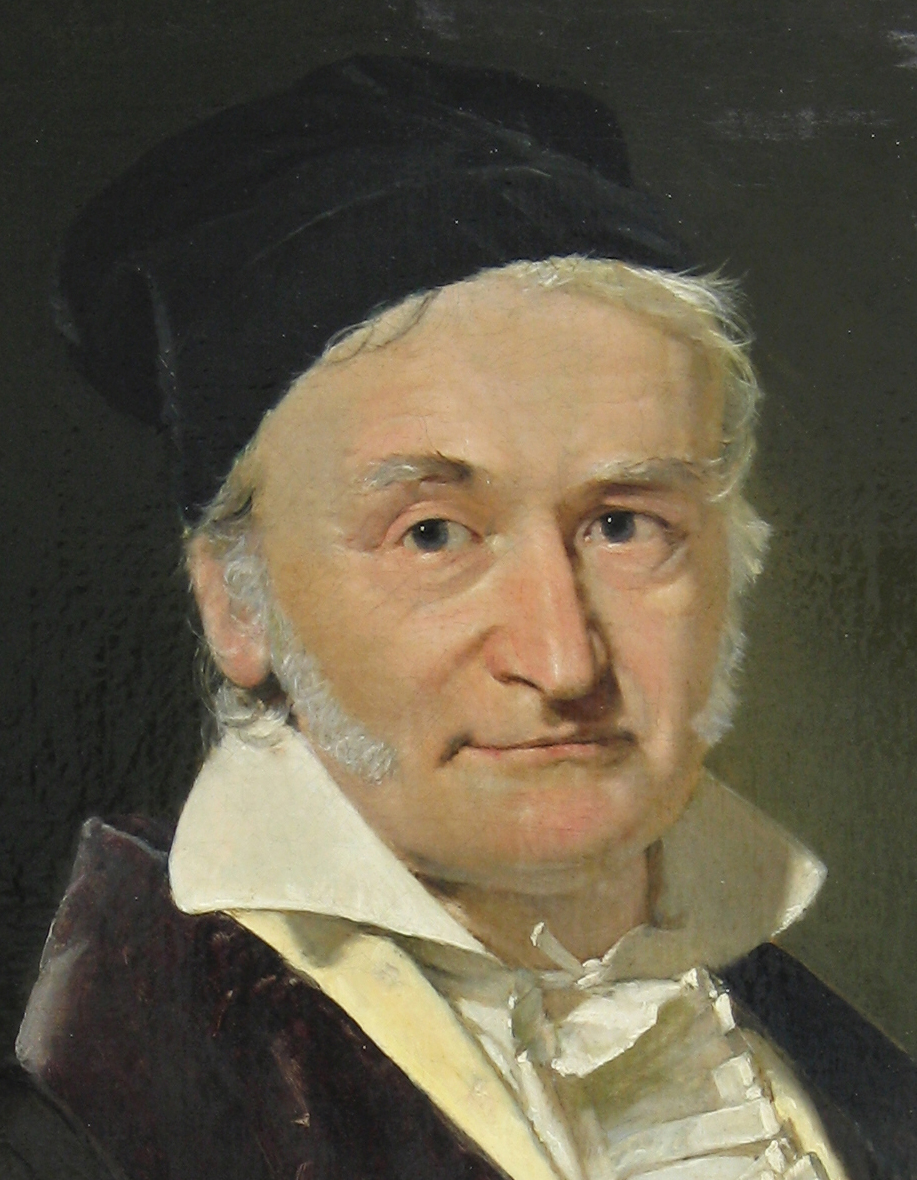
Carl Friedrich Gauß

- 23. Februar: Carl Friedrich Gauß, deutscher Mathematiker, Astronom, Geodät und Physiker (* 1777)
- 26. Februar: Emil Ernst Gottfried von Herder, bayerischer Forst- und Regierungsrat (* 1783)
- 28. Februar: Pjotr Iwanowitsch Rikord, russischer Admiral (* 1776)
- 02. März: Nikolaus I., Zar von Russland (* 1796)
- 03. März: Hüsrev Mehmed Pascha, Großwesir des Osmanischen Reiches (* 1769)
- 10. März: Carlos María Isidro de Borbón, Begründer der carlistischen Linie der bourbonischen Thronfolge in Spanien und Frankreich (* 1788)
- 10. März: Carl Mayer von Rothschild, deutscher Bankier (* 1788)
- 12. März: Fruto Chamorro Pérez, Präsident von Nicaragua (* 1804)
- 15. März: Joseph von Laßberg, deutscher Germanist und Schriftsteller (* 1770)
- 15. März: Johann Jacob Wehrli, Schweizer Pädagoge (* 1790)
- 19. März: Wladimir Istomin, russischer Marineoffizier (* 1809)
- 20. März: Elisa Davidia Margarethe von Ahlefeldt, deutsch-dänische Edelfrau (* 1788)
- 20. März: Joseph Aspdin, britischer Erfinder (* 1778)
- 25. März: Thomas Fitzgerald, US-amerikanischer Politiker (* 1796)
- 25. März: Franz Joseph Hugi, schweizerischer Geologe und Alpenforscher (* 1791)
- 25. März: Samuel S. Phelps, US-amerikanischer Politiker (* 1793)
- 28. März: William S. Archer, US-amerikanischer Politiker (* 1789)
- 29. März: Henri Druey, Schweizer Rechtsanwalt, Philosoph und Politiker (* 1799)
- 31. März: Charlotte Brontë, britische Schriftstellerin (* 1816)

### Zweites Quartal
- 01. April: Franz Joseph Freiherr von Arens, deutscher Jurist und Politiker (* 1779)
- 02. April: George Bellas Greenough, englischer Geologe (* 1778)
- 10. April: Ernst Ferdinand Oehme, Maler der deutschen Romantik (* 1797)
- 18. April: Jean-Baptiste Isabey, französischer Maler (* 1767)
- 20. April: Franz Reisinger, deutscher Chirurg und Hochschullehrer (* 1787)
- 20. April: Karl Johann Jakob Schultheß, Schweizer Maler (* 1775)
- 21. April: Samuel Sprigg, US-amerikanischer Politiker (* 1783)
- 30. April: Christoph Wilhelm Heinrich Sethe, deutscher Jurist (* 1767)
- 05. Mai: Seabury Ford, US-amerikanischer Politiker (* 1801)
- 06. Mai: Alexander von Soiron, badischer Politiker, Abgeordneter in der Frankfurter Nationalversammlung (* 1806)
- 13. Mai: Teresa Belloc, italienische Opernsängerin (* 1784)
- 14. Mai: Georg Karl Wisner von Morgenstern, kroatischer Komponist, Dirigent und Musikpädagoge (* 1783)
- 30. Mai: Ahmad I. al-Husain, Bey von Tunis (* 1805)
- 03. Juni: Józef Bohdan Dziekoński, polnischer Schriftsteller (* 1816)
- 05. Juni: Siegmund Anczyc, polnischer Theaterschauspieler und -direktor (* 1783)
- 09. Juni: Franz Ferdinand Greiner, deutscher Erfinder, entwickelte das erste industriell gefertigte deutsche Thermometer (* 1808)
- 09. Juni: Piotr Michałowski, polnischer Maler (* 1800)
- 24. Juni: Johann Gottfried Flügel, deutscher Philologe und Lexikograf (* 1788)
- 25. Juni: August Friedrich Ernst von Arnswaldt, deutscher Literat (* 1798)
- 28. Juni: Fitzroy Somerset, 1. Baron Raglan, britischer Feldmarschall im Krimkrieg (* 1788)
- 29. Juni: Delphine Gay, französische Dichterin (* 1804)

### Drittes Quartal
- 01. Juli: August Siebert, deutscher Mediziner (* 1805)
- 04. Juli: Horace Eaton, US-amerikanischer Politiker (* 1804)
- 08. Juli: William Edward Parry, britischer Admiral und Polarforscher (* 1790)
- 12. Juli: Wilhelm Kreyher, deutscher Architekt (* 1806)
- 12. Juli: Pawel Stepanowitsch Nachimow, russischer Admiral (* 1802)
- 12. Juli: Karl Spindler, deutscher Romanschriftsteller (* 1796)
- 14. Juli: Ferdinand Escher, Schweizer Rittmeister in russischen Diensten und Plantagenverwalter (* 1787)
- 21. Juli: Per Daniel Amadeus Atterbom, schwedischer Dichter und Literaturhistoriker (* 1790)
- 26. Juli: August Ludwig Diemer, deutscher Rechtsgelehrter (* 1774)

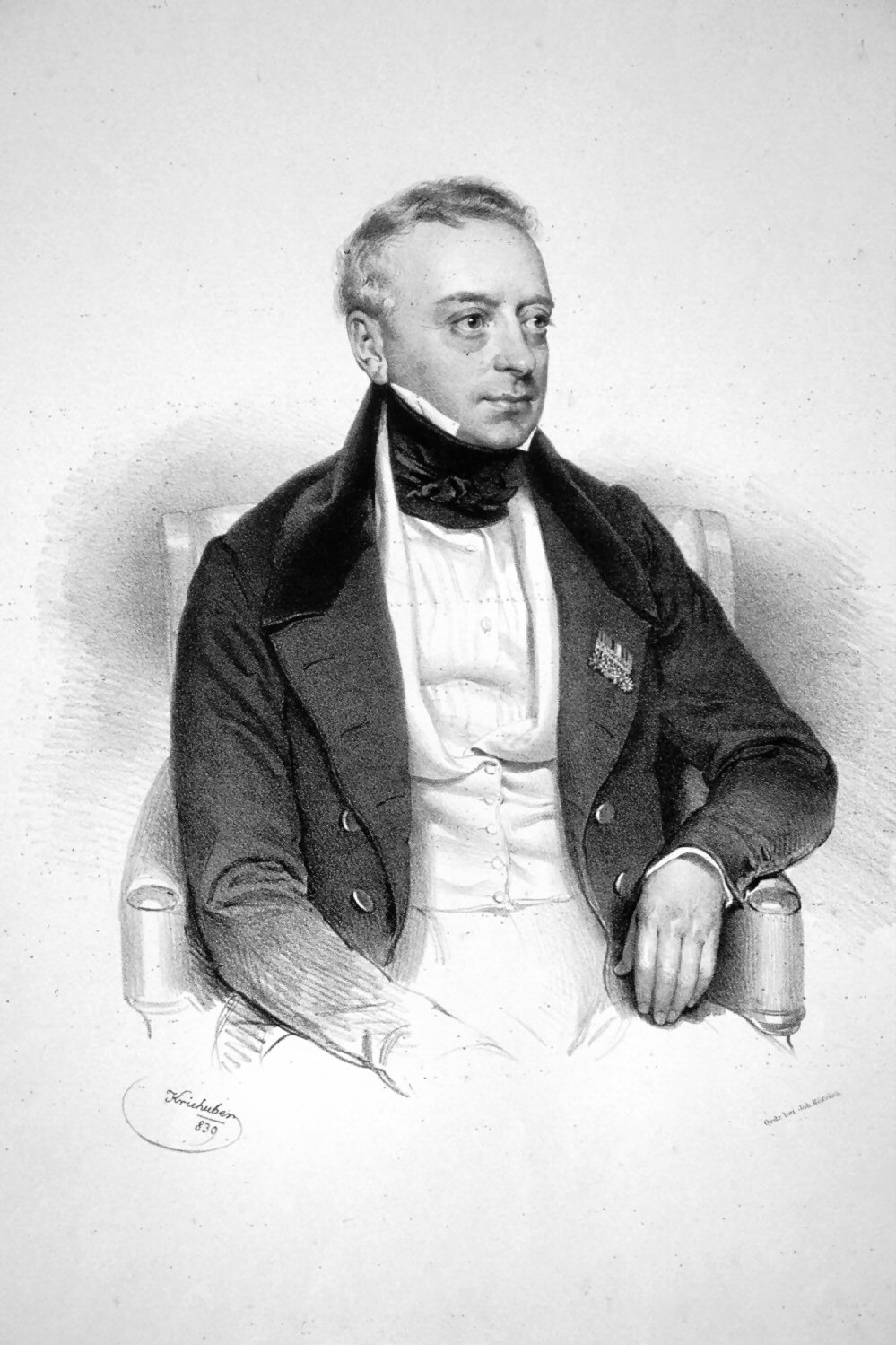
Salomon Rothschild
(1774–1885)

- 28. Juli: Salomon Rothschild, Begründer des österreichischen Zweigs der Rothschild-Familie (* 1774)
- 29. Juli: Friedrich Daniel Bassermann, deutscher Unternehmer und liberaler Politiker (* 1811)
- 29. Juli: Karl Gottlieb Schweikart, österreichischer Porträtmaler (* 1772)
- 06. August: Johann Rohr von Rohrau, österreichischer Generalmajor (* 1775)
- 07. August: Mariano Arista, mexikanischer Präsident (* 1802)
- 14. August: August Ludwig Gottlob Krehl, deutscher evangelischer Theologe und Hochschullehrer (* 1784)
- 19. August: Wilhelm Ludwig Volz, badischer Offizier und Hochschullehrer (* 1799)
- 28. August: Henry W. Collier, US-amerikanischer Politiker (* 1801)
- 28. August: Johann Carl Hickel, österreichischer Schriftsteller (* 1811)
- 01. September: Bernhard Thiersch, deutscher Gymnasiallehrer und Dichter des Preußenliedes (* 1793)
- 05. September: Thomas Livingstone Mitchell, britischer Forscher (* 1792)
- 06. September: Eduard Seuffert, österreichischer Klavierbauer (* 1819)
- 09. September: Petrus Johannes Izaak de Fremery, niederländischer Mediziner und Chemiker (* 1797)
- 11. September: Maxim Worobjow, russischer Landschaftsmaler der Romantik (* 1787)
- 12. September: Johann von Charpentier, deutsch-schweizerischer Geologe und Gletscherforscher (* 1786)
- 14. September: Johann Adam von Itzstein, deutscher Politiker (* 1775)
- 16. September: Max Keller, deutscher Komponist und Organist (* 1770)
- 16. September: Benedetto Pistrucci, italienischer Graveur (* 1783)
- 16. September: Sergei Semjonowitsch Uwarow, russischer Staatsmann und Literaturwissenschaftler (* 1786)
- 17. September: Ernst Christian Gottlieb Jens Reinhold, deutscher Philosoph (* 1793)
- 18. September: Wilhelm Friedrich Philipp von Ammon, deutscher Professor (* 1791)
- 18. September: Karl Friedrich Bachmann war ein deutscher Philosoph und Mineraloge (* 1785)

### Viertes Quartal
- 08. Oktober: Samuel D. Hubbard, US-amerikanischer Politiker (* 1799)
- 09. Oktober: Georg Heinrich Wolf von Arnim, deutscher Eisenhütten- und Bergbauunternehmer (* 1800)
- 14. Oktober: Ludwig von Jenichen, preußischer Generalleutnant (* 1783)
- 15. Oktober: Désiré-Alexandre Batton, französischer Komponist (* 1798)
- 23. Oktober: François André Michaux, französischer Botaniker (* 1770)
- 29. Oktober: Gottfried Duden, deutscher Schriftsteller (* 1785)
- 31. Oktober: Johann Jakob Stadler, Schweizer Landschaftsmaler (* 1819)
- 01. November: Philipp Geigel, deutscher Richter und Politiker (* 1794)
- 03. November: Hermann Franck, deutscher Schriftsteller, Ästhetiker und Kritiker (* 1802)
- 03. November: François Rude, französischer Bildhauer (* 1784)
- 06. November: Johann Gottfried Abraham Frenzel deutscher Maler, Kupferstecher und Kunst-Schriftsteller (* 1782)

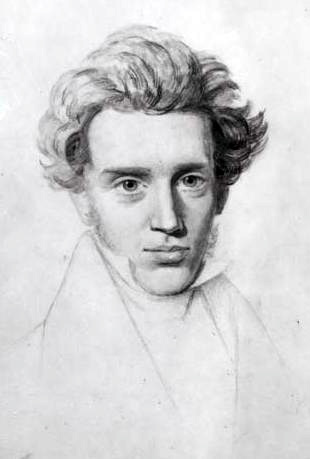
Søren Kierkegaard, um 1840

- 11. November: Søren Kierkegaard, dänischer Philosoph und Theologe (* 1813)
- 19. November: Ambros Rieder, österreichischer Komponist und Organist (* 1771)
- 19. November: Armand Joseph Bruat, französischer Admiral (* 1796)
- 19. November: Mihály Vörösmarty, ungarischer Dichter, Redakteur und Übersetzer (* 1800)
- 25. November: Karl Wilhelm Ludwig Heyse, deutscher Altphilologe und Sprachwissenschaftler (* 1797)
- 26. November: Adam Mickiewicz, polnischer Dichter (* 1798)
- 06. Dezember: Amschel Mayer Rothschild, deutscher Bankier (* 1773)
- 15. Dezember: Frederik Meltzer, norwegischer Kaufmann und Politiker (* 1779)
- 20. Dezember: Hans Heinrich X. Fürst von Pless, deutscher Standesherr und Montanindustrieller (* 1806)
- 23. Dezember: Carl Heinrich Aster, deutscher Militärschriftsteller (* 1782)
- 30. Dezember: Samuel Bleichröder, deutscher Bankier (* 1779)
- 30. Dezember: Heinrich Kümmel, deutscher Bildhauer (* 1810)
- 31. Dezember: Karl Friedrich Hermann, deutscher Altphilologe und Althistoriker (* 1804)